# Le Dernier Exorcisme : Part II
Série
Le Dernier Exorcisme
(2010)
Pour plus de détails, voir Fiche technique et Distribution.
Le Dernier Exorcisme : Part II (The Last Exorcism, part II) est un film d'épouvante-horreur franco-américain réalisé par Ed Gass-Donnelly, sorti en 2013.
Contrairement à son prédécesseur, il ne s'agit pas d'un found footage.
Il s'agit de la suite du film Le Dernier Exorcisme sorti en 2010.

## Synopsis
Nell ayant déjà été exorcisée pense s'être définitivement débarrassée du démon qui l'habitait mais une partie du démon vit toujours en elle et est prêt à la détruire pour de bon. Envoyée se ressourcer dans une maison de thérapie de la Nouvelle-Orléans, la jeune femme de 17 ans reprend peu à peu confiance en ses moyens et commence à s'ouvrir aux gens qui l'entourent, rencontrant même un garçon de son goût. Cette période de quiétude est cependant de courte durée. Les cauchemars reprennent et avec eux, les hallucinations terrifiantes. Nell devra apprendre à embrasser ou à repousser une bonne fois pour toutes ces forces occultes qui veulent détruire sa vie...

## Fiche technique
- Titre original : The Last Exorcism, part II
- Titre français : Le Dernier Exorcisme : Part II
- Titre québécois : Le Dernier Exorcisme II[1]
- Réalisation : Ed Gass-Donnelly
- Scénario : Ed Gass-Donnelly et Damien Chazelle,
  - d'après une histoire de Damien Chazelle,
  - d'après les personnages créés par Andrew Gurland et Huck Botko
- Musique : Michael Wandmacher
- Direction artistique : n/a
- Décors : Merideth Boswell
- Costumes : Abby O'Sullivan
- Photographie :  Brendan Steacy
- Son : Keith Elliott, Colin McLellan, Nelson Ferreira
- Montage : Ed Gass-Donnelly
- Production : Marc Abraham, Eric Newman, Eli Roth et Thomas A. Bliss

Production déléguée : Olivier Courson, Ron Halpern, Patty Long et Gabrielle Neimand
- Sociétés de production[2] : 
  - États-Unis : Arcade Pictures, avec la participation de Strike Entertainment,
  - Royaume-Uni : en association avec Anton[3],
  - France : avec la participation de Studiocanal
- Sociétés de distribution :
  - États-Unis : CBS Films
  - France : Studiocanal
  - Canada : Alliance
  - Belgique : Entertainment One
- Budget : 5 millions de $[4]
- Pays d’origine :  France,  États-Unis
- Langue originale : anglais
- Format[5] : couleur - 35 mm / D-Cinema - 2,35:1 (Cinémascope) - son Dolby Digital
- Genre : épouvante-horreur, thriller
- Durée : 88 minutes ; 93 minutes (version non censurée)
- Dates de sortie[6] :
  - États-Unis, Québec[7] : 1er mars 2013
  - France, Belgique : 13 mars 2013
- Classification[8] :
  -  États-Unis : Accord parental recommandé, film déconseillé aux moins de 13 ans (certificat #48138) (PG-13 - Parents Strongly Cautioned)[Note 1].
  -  France : Tous publics avec avertissement (visa d'exploitation no 136146)[9],[10],[Note 2] lors de sa sortie en salles mais déconseillé aux moins de 12 ans à la télévision
  -  Québec : 13 ans et plus (13+ / 13 years and over)[1],[7].

## Distribution
- Ashley Bell (VF : Élisabeth Ventura et VQ : Ariane-Li Simard-Côté) : Nell Sweetzer
- Tarra Riggs (VF : Claudia Tagbo et VQ : Isabelle Leyrolles) : Cécile
- David Jensen (VF : Bernard Alane et VQ : Benoît Gouin) : John Calder
- Louis Herthum (VF : Gabriel Le Doze et VQ : Denis Roy) : Louis Sweetzer
- Julia Garner (VF : Maïa Michaud et VQ : Magalie Lépine-Blondeau) : Gwen
- Joe Chrest (VF : Xavier Béja) : Le Pasteur
- Andrew Sensenig
- Erica Michelle (VQ : Charlotte Mondoux) : Daphne
- Spencer T. Clark (VF : Julien Allouf et VQ : Xavier Dolan) : Chris
- Judd Lormand
- Muse Watson (VF : Patrick Raynal et VQ : Jean-Marie Moncelet) : Frank
- E. Roger Mitchell (VQ : Marc-André Bélanger) : Jeffrey

Source et légende : Version française (VF) sur AlloDoublage et Version québécoise (VQ) sur Doublage Québec

## Distinctions
Entre 2013 et 2014, Le Dernier Exorcisme : Part II a été sélectionné 3 fois dans diverses catégories et a remporté 1 récompense.

### Récompenses
- Prix de la bande-annonce d'or (Golden Trailer Awards) 2013 :
  - Prix de la bande-annonce d’or de la Meilleure affiche de film d'horreur décerné à CBS Films et Ignition Creative.

### Nominations
- Prix de la bande-annonce d'or (Golden Trailer Awards) 2013 :
  - Meilleure bande-annonce d'un film d'horreur pour CBS Films et Buddha Jones.
- Prix Fangoria Chainsaw 2014 : Pire film.